# Turbomeca Marboré

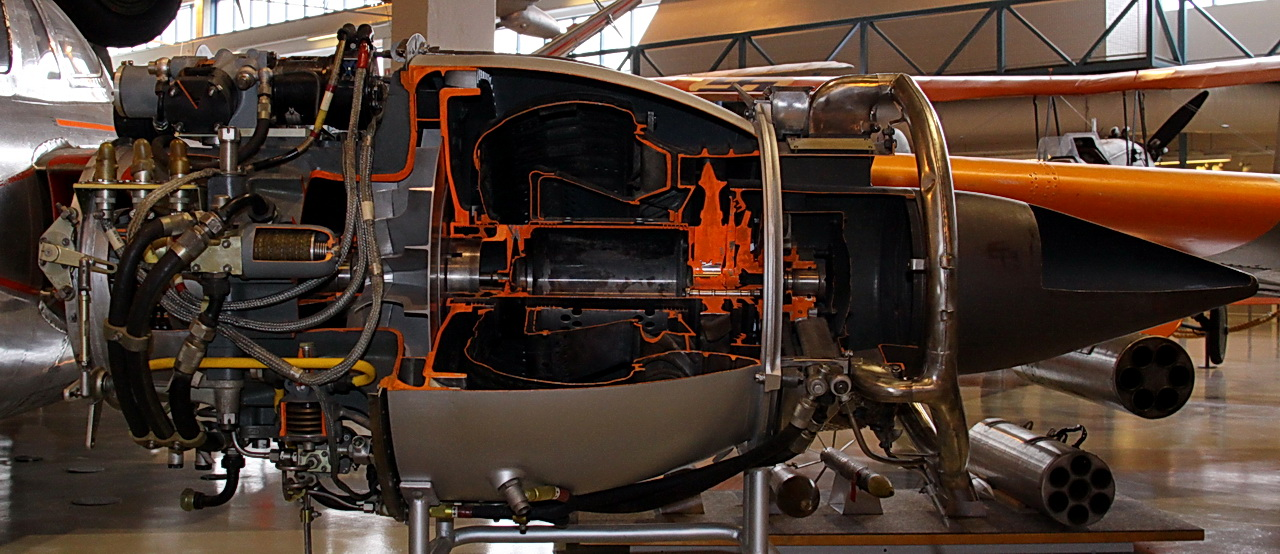
Un Marboré II F 3 sezionato rivela la sua struttura interna.

Il Turbomeca Marboré è un motore aeronautico turbogetto prodotto dall'azienda francese Turbomeca tra gli anni cinquanta e settanta.
Realizzato in diverse versioni il Marboré era realizzato per equipaggiare velivoli tra la classe di velivoli di fascia tra i 150 (Marboré I) ed i 500 kg forza (Marboré II e IV) venendo utilizzato principalmente per equipaggiare gli addestratori Fouga CM-170 Magister e Morane-Saulnier MS.760 Paris.
L'azienda statunitense Continental Aviation and Engineering (CAE) produce tuttora su licenza la versione Marboré II con la designazione locale Teledyne CAE J69.

## Aerodine utilizzatrici

### Aerei
Francia
- Fouga CM-88R Gémeaux III
- Fouga CM-170 Magister
- Fouga CM-175 Zéphir
- Morane-Saulnier MS.755 Fleuret
- Morane-Saulnier MS.760 Paris
- Nord Aviation CT20
- SNCASO Trident

 Italia
- SAI Ambrosini Sagittario
- Procaer F-400 Cobra

 Spagna
- Hispano Aviación HA-200 Saeta

### Elicotteri
Germania
- Bölkow Bo 46